# 佐藤玄々
佐藤 玄々（さとう げんげん、1888年8月18日 - 1963年9月14日）は、20世紀の日本で活躍した彫刻家。

## 略伝
福島県相馬郡中村町（現相馬市）出身、本名・清蔵。1888年宮彫り師の家に生まる。幼い頃から木彫の技術を学ぶ。1905年、17歳で「われ世界第一の彫刻家たらんと祈りき」と上京。翌年山崎朝雲に師事、1913年に朝山の号を貰い独立。30歳で結婚。大森にアトリエを構える。1914年日本美術院同人。院展に出品を続けた後、1922年（大正13年）官費留学により2年間フランスに渡り、アントワーヌ・ブールデルに師事する。
1935年（昭和10年）、帝国美術院の改革が行われると会員に選出されるが、翌1936年（昭和11年）年に示された平生改革案に反対して横山大観ら日本芸術院メンバーなどとともに会員を辞任する。その後、1937年（昭和12年）に帝国美術院が改組して帝国芸術院として発足すると改めて芸術院会員となった。

和気清麻呂像（1940年）

1939年（昭和14年）大日本護国会が紀元二千六百年記念行事の一環で計画した《和気清麻呂像》の制作では、朝山、北村西望、朝倉文夫の3人でコンペとなり、朝山の作品が選ばれた。しかしこの時、師・朝雲が「銅像のような大作は佐藤より朝倉さんや北村さんの方が良い」との言を聞いて朝山は憤慨し、朝山の号を返上し師弟の関係を絶った。これから1948年に玄々と号するまで、本名の清蔵で通した。1945年（昭和20年）戦争によりアトリエが全焼する。1948年（昭和23年）『老子』の一節「玄之又玄、衆妙之門」から玄々と名乗る。1949年（昭和24年）、京都妙心寺塔頭、大心院に移住、アトリエとする。戦後は日本芸術院会員。

## 主な作品
- 「和気清麻呂像」 ブロンズ 皇居（千代田区大手町1-4 大手濠緑地） 1940年
- 「天女像 まごころ」 木彫彩色 三越日本橋本店1階中央ホール 1960年4月19日

除幕式で玄々は岩瀬英一郎社長、武者小路実篤らの挨拶に続いて登壇し、「私が佐藤であります」と一言いい降壇した。この一言は参列者に感銘を与えたという。公開後、装飾過剰で量感もとづく立体感が足りないとの酷評もあがった。しかし、本像は日本古来の神道美術に見られる木彫彩色像に範を取り、「まごころ」の副題も日本民族固有の「大和心」を意味している。これに安土桃山時代から江戸時代にかけて宮彫り大工に引き継がれた木彫彩色技術を組み合わることで、玄々は現代に日本の神話彫刻を復活させようとしたと言える。